# Teleas clavicornis
Teleas clavicornis is een vliesvleugelig insect uit de familie van de Scelionidae. De wetenschappelijke naam van de soort is voor het eerst geldig gepubliceerd in 1805 door Latreille.